# Cratere Bette
Bette  è un cratere sulla superficie di Venere.